# Екстремальні погодні явища
Екстремальна погода або екстремальні кліматичні події включають несподівану, незвичну, сувору або несезонну погоду; погода в крайніх місцях історичного розподілу - діапазон, який спостерігався в минулому.  Часто екстремальні події базуються на фіксованій історії погоди місцевості і визначаються як лежання в найнезвичніших десяти відсотках. 
Існують дані, що свідчать про те, що зміна клімату збільшує періодичність та інтенсивність деяких екстремальних погодних явищ.  Впевненість у віднесенні екстремальних погодних та інших подій до антропогенних кліматичних змін є найвищою у змінах частоти або величини надзвичайних спекотних та холодних явищ, з певною впевненістю у збільшенні рясних опадів та збільшенні інтенсивності посухи. 
Екстремальна погода має значний вплив на людське суспільство, а також на природні екосистеми. Наприклад, глобальний страховик Munich Re підрахував, що стихійні лиха спричиняють понад 90 мільярдів доларів глобальних прямих збитків у 2015 році. 

## Екстремальні погодні явища

### Теплові хвилі

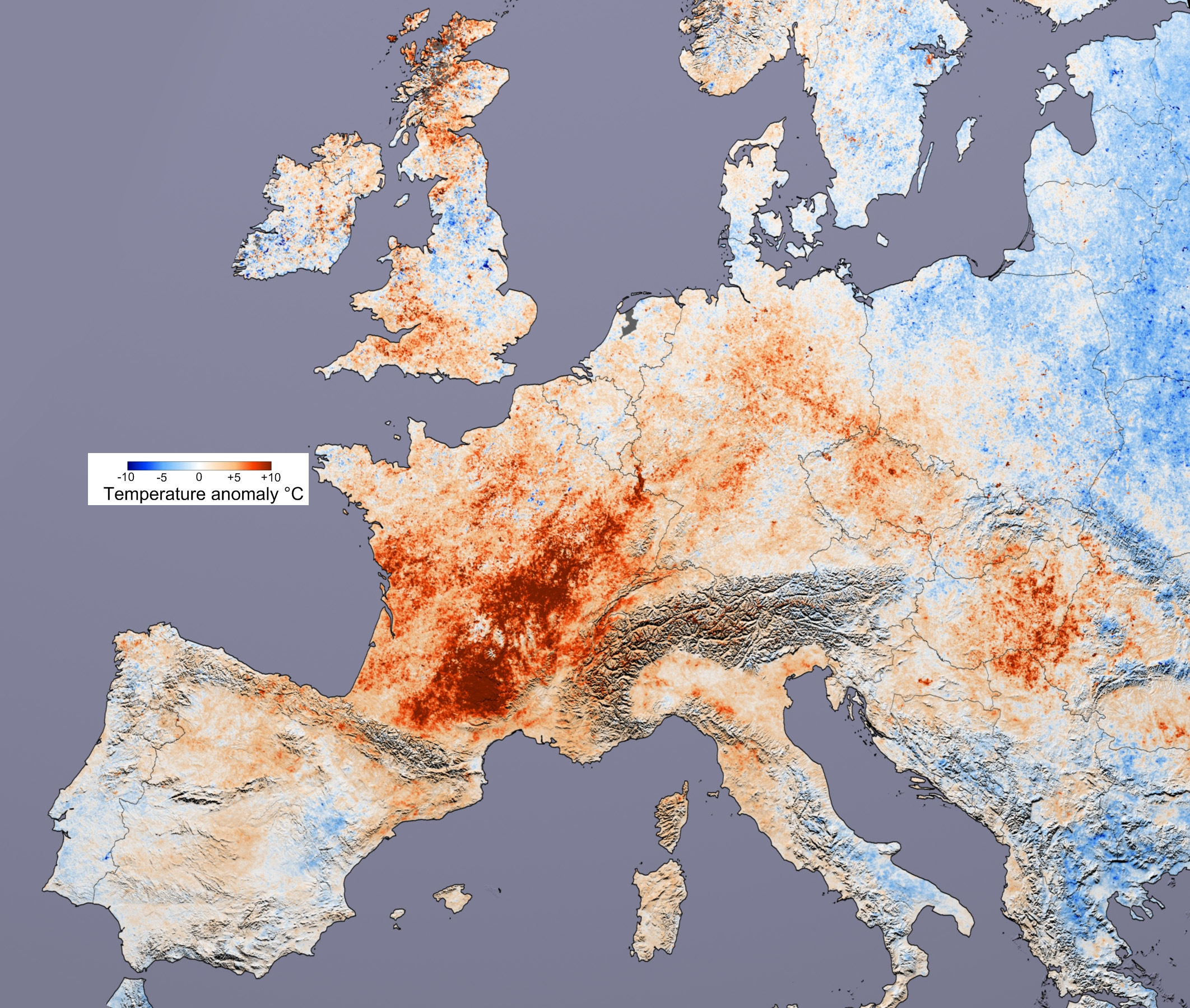
2003 Європейська хвиля спеки

Теплові хвилі - це періоди аномально високих температур та теплового індексу. Визначення теплової хвилі різняться через різницю температур у різних географічних місцях.  Надмірна спека часто супроводжується високим рівнем вологості, але може бути і катастрофічно сухою. 
Оскільки хвилі спеки не видно, як інші форми суворої погоди, такі як урагани, торнадо та грози, вони є однією з менш відомих форм екстремальної погоди.  Сильна спека може пошкодити населення та сільськогосподарські культури через потенційну дегідратацію або гіпертермію, спазми, розширення тепла та тепловий удар. Висушені ґрунти більш сприйнятливі до ерозії, зменшуючи доступні для сільського господарства землі. Спалахи лісових пожеж можуть частішати, оскільки суха рослинність збільшує ймовірність займання. Випаровування водойм може бути руйнівним для морських популяцій, зменшуючи розмір наявних середовищ існування, а також кількість живлення, присутнього у водах. Також може зменшуватися поголів'я худоби та інших тварин.
Під час надмірної спеки рослини закривають пори свого листя (продихи), захисний механізм збереження води, але також зменшує здатність рослин поглинати. Це залишає більше забруднення та озону в повітрі, що призводить до вищої смертності населення. За підрахунками, додаткове забруднення спекотним літом 2006 року у Великій Британії коштувало 460 життів.  За оцінками, європейські спекотні хвилі влітку 2003 року спричинили 30 000 надмірних смертей через тепловий стрес та забруднення повітря.  Понад 200 міст США зареєстрували нові рекордно високі температури.  Найстрашніша спекотна хвиля в США сталася в 1936 році і безпосередньо вбила понад 5000 людей. Найстрашніша спека в Австралії сталася в 1938–1939 рр., загинуло 438. Друга найгірша - у 1896 році.
Збої в електроенергії можуть також відбуватися в районах, що зазнають теплових хвиль через підвищену потребу в електроенергії (тобто використання кондиціонера).  Ефект міського теплового острова може збільшити температуру, особливо протягом ночі. 

### Холодні хвилі

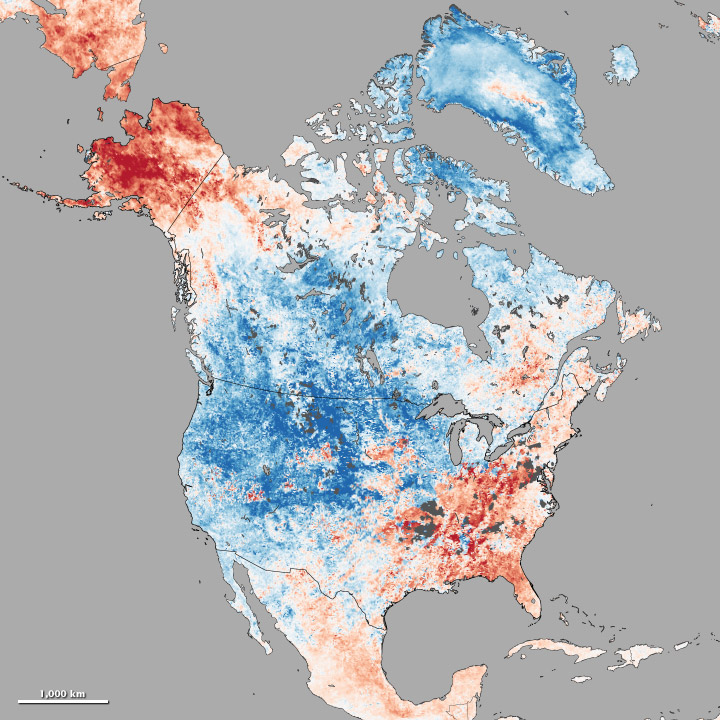
Холодна хвиля в континентальній Північній Америці з 03 грудня по 10 грудня 2013 року. Червоний колір означає вище середньої температури; синій являє собою нижче нормальної температури.

Холодна хвиля - явище погоди, яке відрізняється охолодженням повітря. Зокрема, як використовується Національною метеорологічною службою США, холодна хвиля - це швидке зниження температури протягом 24-годинного періоду, що вимагає суттєво підвищеного захисту сільського господарства, промисловості, торгівлі та соціальної діяльності. Точний критерій для хвилі холоду визначається швидкістю падіння температури та мінімумом, до якого вона падає. Ця мінімальна температура залежить від географічного регіону та пори року.  Хвилі холоду, як правило, здатні виникати в будь-якому геологічному розташуванні і утворюються великими прохолодними повітряними масами, які накопичуються в певних регіонах, спричиненими рухами повітряних потоків. 
Хвиля холоду може спричинити смерть та травми худоби та дикої природи. Вплив холоду вимагає більшого споживання калорій для всіх тварин, включаючи людей, і якщо хвиля холоду супроводжується сильним і стійким снігом, тварини, що пасуться, можуть не досягти необхідної їжі та води, а також загинуть від переохолодження або голоду. Хвилі холоду часто вимагають закупівлі кормів для худоби за значних витрат для фермерів.  Людські популяції можуть зазнати обморожень при тривалому впливі холоду, що може призвести до втрати кінцівок або пошкодження внутрішніх органів.
Екстремальні зимові холоди часто спричиняють замерзання слабоізольованих водопровідних труб. Навіть якась погано захищена сантехніка в приміщенні може порватися, коли в них розширюється замерзла вода, що спричиняє матеріальну шкоду. Парадоксально, що пожежі стають більш небезпечними під час сильних холодів. Водопровідна мережа може порватися, а запаси води можуть стати ненадійними, що ускладнить гасіння пожежі . 
Холодні хвилі, які приносять несподівані заморозки та заморозки протягом вегетаційного періоду в зонах середньої широти, можуть вбити рослини на ранніх та найбільш вразливих стадіях росту. Це призводить до неврожаю, оскільки рослини гинуть, перш ніж їх можна буде збирати економічно. Такі холодні хвилі спричинили голод. Хвилі холоду можуть також спричинити твердіння та замерзання частинок грунту, що ускладнює ріст рослин та рослинності в цих районах. Однією з крайнощів став так званий Рік без літа 1816 р. - один із кількох років у 1810-х рр., коли численні врожаї провалилися під час примхливих літніх похолодань після вивержень вулканів, що зменшили надходження сонячного світла.

### Тропічні циклони
12 червня 2020 року Національне управління океану та атмосфери (NOAA) уряду США передбачило, що протягом XXI століття частота тропічних штормів та ураганів Атлантичного океану зменшиться на 25%, а їх максимальна інтенсивність зросте на 5%.  До нового дослідження тривала десятиліття дискусія щодо можливого збільшення тропічних циклонів як ефекту зміни клімату.  Однак у спеціальному звіті МГЕЗК з приводу екстремальних подій SREX зазначається, що «існує низька впевненість у будь-якому спостережуваному довгостроковому (тобто 40 і більше років) збільшенні активності тропічного циклону (тобто інтенсивності, частоти, тривалості) після обліку минулі зміни у можливостях спостереження».  Збільшення щільності населення збільшує кількість постраждалих людей та шкоду, заподіяну подією певної тяжкості. У минулому Всесвітня метеорологічна організація та Агенція з охорони довкілля США повязували зростання екстремальних погодних явищ зі зміною клімату, як і Hoyos et al. (2006), пишучи, що збільшення кількості ураганів категорії 4 та 5 безпосередньо пов'язане із підвищенням температури.  Подібним чином Керрі Емануель у «Nature» пише, що витрата потужності урагану сильно корелює з температурою, що відображає кліматичні зміни. 
Моделювання ураганів дало подібні результати, виявивши, що урагани, змодельовані в теплих умовах із високим вмістом СО 2, є більш інтенсивними, ніж у сучасних умовах. Томас Натсон і Роберт Е. Тулея з NOAA заявили в 2004 р., що потепління, спричинене парниковими газами, може призвести до зростаючої частоти руйнівних штормів категорії 5.  Веккі і Соден виявляють, що зсув вітру, збільшення якого діє для гальмування тропічних циклонів, також змінюється в модельних прогнозах зміни клімату. Прогнозується збільшення зсуву вітру в тропічній Атлантиці та Східній частині Тихого океану, пов'язане з уповільненням циркуляції Уокера, а також зменшення зсуву вітру в західній та центральній частині Тихого океану.  Дослідження не заявляє про чистий вплив на урагани Атлантичного та Східного Тихого океану потепління та зволоження атмосфер, а також прогнозоване за моделями збільшення зсуву атлантичного вітру. 

## Дослідження та спроможність
Ранні дослідження в екстремальну погоду були зосереджені на твердженнях про передбачення певних подій, сучасні дослідження більше зосереджувались на приписуванні причин тенденціям подій.  Зокрема, основна увага приділяється зміні клімату поряд з іншими причинними факторами цих подій. 
Визначення екстремальної погоди різниться в різних частинах наукового співтовариства, змінюючи результати досліджень з цих областей.  Взагалі кажучи, одну подію в екстремальну погоду не можна віднести до якоїсь однієї причини; однак певні загальносистемні зміни глобальних погодних систем можуть призвести до збільшення частоти або інтенсивності екстремальних погодних явищ. 
У звіті Національних академій наук, техніки та медицини за 2016 рік рекомендується інвестувати в вдосконалені спільні практики в галузі, що працюють над дослідженнями атрибуції, покращуючи зв'язок між результатами досліджень та прогнозуванням погоди. 
Оскільки в цій галузі проводиться більше досліджень, вчені почали досліджувати зв’язок між зміною клімату та екстремальними погодними явищами та можливі наслідки в майбутньому. Значна частина цієї роботи проводиться за допомогою кліматичного моделювання. Кліматичні моделі дають важливі прогнози щодо майбутніх характеристик атмосфери, океанів та Землі, використовуючи дані, зібрані в наш час.  Однак, хоча кліматичні моделі є життєво важливими для вивчення більш складних процесів, таких як зміна клімату або закислення океану, вони все ще є лише наближеними.  Більше того, погодні події є складними і не можуть бути пов’язані з однією особливою причиною - часто є багато змінних атмосфери, таких як температура, тиск або волога, які слід відзначити на додаток до будь-яких впливів зміни клімату або природної мінливості. 
Важливим записом екстремальних погодних явищ є зібрана статистика з усього світу, яка може допомогти вченим та політикам краще зрозуміти будь-які зміни погоди та кліматичних умов. Ця статистика також може вплинути на кліматичне моделювання. Статистика свідчить про збільшення екстремальних погодних явищ протягом 1900-х та до 2000-х років.
У звіті, опублікованому Управлінням ООН зі зменшення ризику катастроф (UNDRR), було продемонстровано, що протягом 2000-2019 рр. було зареєстровано близько 6681 кліматичних подій порівняно з 3656 кліматичними подіями, повідомленими протягом 1980-1999 рр.  У цьому звіті «подія, пов’язана з кліматом», стосується повені, шторму, посухи, зсувів, екстремальних температур (наприклад, хвиль спеки чи замерзання) та пожеж; він виключає такі геофізичні події, як виверження вулканів, землетруси або масові переміщення.  Хоча є дані про те, що мінливий глобальний клімат, такий як підвищення температури, впливав на частоту екстремальних погодних явищ, найістотніші наслідки можуть виникнути в майбутньому. Тут корисні кліматичні моделі, оскільки вони можуть імітувати, як атмосфера може поводитися з часом і які кроки потрібно вжити сьогодні, щоб пом'якшити будь-які негативні зміни. 
Звичайно, є помилки, пов’язані із статистичними даними. Повідомлення про втрати або втрати, що надмірно або недостатньо, можуть призвести до неточності впливу екстремальних погодних умов. Оскільки наука і техніка вдосконалювались протягом двадцятого та двадцять першого століть, деякі дослідники пояснюють збільшення екстремальних погодних явищ більш надійними системами звітності.  Також можна аргументувати різницю в тому, що кваліфікується як «екстремальна погода» в різних кліматичних системах. Однак звіт UNDRR показує, що, хоча деякі країни зазнали більших наслідків, екстремальні погодні явища збільшились на всіх континентах.  Сучасні дані та кліматичні моделі показують, що підвищення глобальної температури посилить екстремальні погодні явища по всьому світу, тим самим посилюючи людські втрати, збитки та економічні витрати та руйнування екосистеми.

### Віднесення до природної мінливості
Аспекти нашої кліматичної системи мають певний рівень природної мінливості, і екстремальні погодні події можуть траплятися з кількох причин, що перевищують вплив людини, включаючи зміни тиску або руху повітря. У районах уздовж узбережжя або в тропічних регіонах частіше бувають шторми з сильними опадами, ніж у помірних, хоча такі події можуть траплятися. Не кожну незвичну погоду можна звинуватити у зміні клімату. Атмосфера є складною та динамічною системою, на яку впливають кілька факторів, такі як природний нахил і орбіта Землі, поглинання або відбиття сонячної радіації, рух повітряних мас та гідрологічний цикл. Завдяки цьому погодні структури можуть зазнавати певних змін, і тому екстремальні погодні умови можуть бути принаймні частково пов’язані з природною мінливістю, яка існує на Землі. Кліматичні варіації, такі як коливання Ель-Ніньйо-Південь або Північно-Атлантичне коливання, впливають на характер погоди в конкретних регіонах світу, впливаючи на температуру та опади.  Рекордні екстремальні погодні явища, що були каталогізовані протягом останніх двохсот років, найімовірніше, виникають, коли кліматичні структури, такі як ENSO або NAO, працюють «в тому ж напрямку, що і техногенне потепління». 

### Віднесення до кліматичних змін
Загалом, кліматичні моделі показують, що із зміною клімату планета буде відчувати більш екстремальну погоду.  Такі шторми, як урагани або тропічні циклони, можуть спричиняти більшу кількість опадів, спричиняючи великі повені або зсуви через насичення ґрунту. Це пов’язано з тим, що тепліше повітря здатне «утримувати» більше вологи завдяки молекулам води, що мають підвищену кінетичну енергію, і опади відбуваються з більшою швидкістю, оскільки більша кількість молекул має критичну швидкість, необхідну для випадання, коли падає дощ.  Зміна структури опадів може призвести до більшої кількості опадів в одній області, тоді як в іншій спостерігаються набагато спекотніші та посушливіші умови, що може призвести до посухи.  Це пояснюється тим, що підвищення температури також призводить до збільшення випаровування на поверхні землі, тому більша кількість опадів не обов'язково означає загальновологічні умови або збільшення питної води у всьому світі. 
Деякі дослідження стверджують зв’язок між швидко потеплінням арктичних температур і, таким чином, зникаючою кріосферою до екстремальної погоди в середніх широтах.     У дослідженні, опублікованому в Nature у 2019 році, вчені використали кілька моделювань, щоб визначити, що танення крижаних покривів у Гренландії та Антарктиді може вплинути на загальний рівень моря та температуру моря.  Інші моделі показали, що сучасне підвищення температури та подальше додавання талої води до океану може призвести до порушення циркуляції термогаліну, що відповідає за рух морської води та розподіл тепла по всій земній кулі.  Крах цієї циркуляції в північній півкулі може призвести до підвищення екстремальних температур у Європі, а також до більш частих штормів, відкинувши природну мінливість клімату та умови.  Таким чином, оскільки підвищення температури призводить до танення льодовиків, середні широти можуть відчувати зміни в погодних режимах або температурах. 

### Вплив людської діяльності
Іншим важливим напрямком досліджень, крім факторів, які можуть спричинити або збільшити появу екстремальних погодних явищ, є вивчення того, що може посилити наслідки екстремальних погодних явищ. Одним з основних впливів є діяльність людини. Хоча спалювання викопного палива є найбільш очевидним способом впливу людей на екстремальні погодні явища, існує безліч інших антропогенних видів діяльності, які можуть посилити наслідки таких подій.
Міське планування часто посилює наслідки повені, особливо в районах, що мають підвищений ризик штормів через своє розташування та мінливість клімату. По-перше, збільшення кількості водонепроникних поверхонь, таких як тротуари, дороги та дахи, означає, що менше води від вхідних штормів поглинається землею.  Знищення заболочених земель, які виконують роль природного резервуару, поглинаючи воду, може посилити вплив повені та екстремальних опадів.  Це може статися як у суші, так і на узбережжі. Однак руйнування водно-болотних угідь уздовж узбережжя може означати зменшення природної «подушки» району, що дозволяє штормовим припливам і повені потрапляти далі вглиб ураганів або циклонів.  Будівництво будинків під рівнем моря або вздовж заплави піддає жителям підвищений ризик руйнування чи травмування в умовах екстремальних опадів.
Більш міські райони також можуть сприяти зростанню екстремальних або незвичних погодних явищ. Високі споруди можуть змінити спосіб руху вітру по міській місцевості, підштовхуючи тепліше повітря вгору та викликаючи конвекцію, створюючи грози.  З цими грозами збільшується кількість опадів, які через велику кількість непроникних поверхонь у містах можуть мати руйнівні наслідки.  Непроникні поверхні також поглинають енергію сонця і нагрівають атмосферу, викликаючи різке підвищення температури в міських районах. Це, поряд із забрудненням та теплом, яке виділяється від автомобілів та інших антропогенних джерел, сприяє розвитку міських островів тепла.  Оскільки температури продовжують підвищуватися через антропогенні викиди, теплові хвилі можуть стати більш поширеними або загрозливими в міських районах. Крім того, висока щільність населення в містах посилює людські втрати в багатьох екстремальних погодних явищах. Загалом, хоча діяльність людини може мати прямий вплив на погодні умови, не менш важливо враховувати, як людські дії можуть посилити наслідки та втрати від екстремальних погодних явищ.

## Ефекти

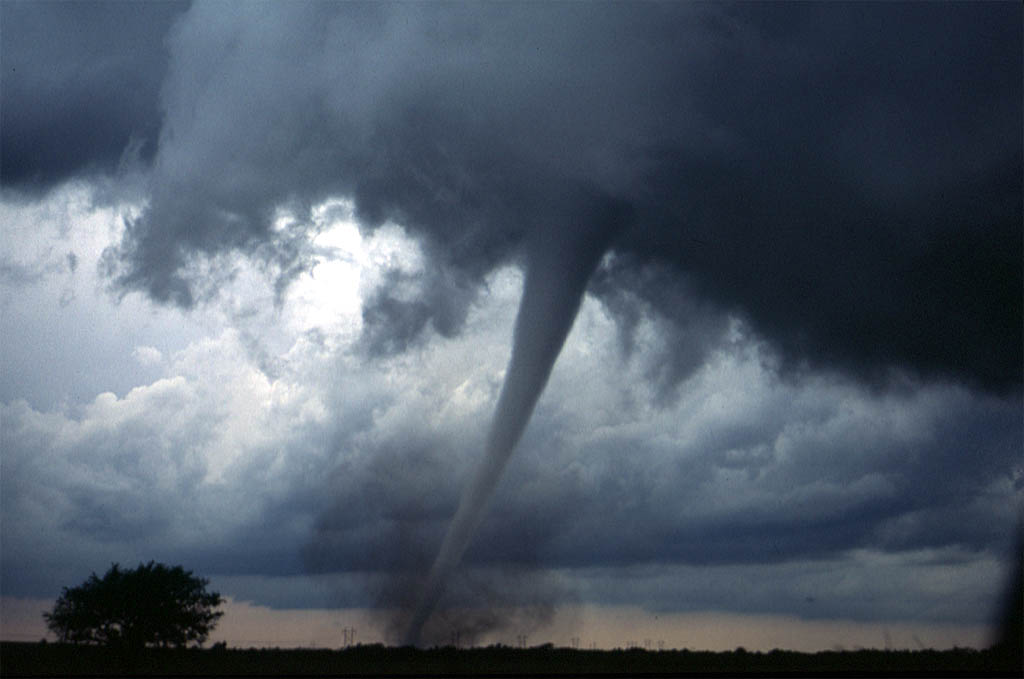
Торнадо, який вразив Анадарко, штат Оклахома, під час спалаху торнадо в 1999 році

Наслідки екстремальної погоди включають, але не обмежуючись ними:  
- Занадто багато дощу (сильна злива), спричиняє повені та зсуви
- Занадто багато тепла та відсутність дощу (спека) посухи та пожеж
- Сильний вітер, такий як урагани та торнадо = пошкодження штучних споруд та середовищ існування тварин
- Великі снігопади = лавини та хуртовини

### Зміни в людському суспільстві

#### Економічна вартість
Згідно з оцінками МГЕЗК (2011), щорічні втрати коливаються з 1980 року від декількох мільярдів до понад 200 мільярдів доларів США (у 2010 році), а найвище значення - у 2005 році (рік урагану «Катріна»).  Глобальні втрати, пов'язані з погодою, такі як втрати людських життів, культурної спадщини та екосистемних послуг, важко оцінити та монетизувати, і, отже, вони погано відображаються в оцінках збитків.   Проте нещодавно аномально інтенсивні шторми, урагани, повені, спеки, посуха та пов'язані з ними масштабні пожежі призвели до безпрецедентних негативних екологічних наслідків для тропічних лісів та коралових рифів у всьому світі. 

#### Втрата життя
За даними Міжнародної бази даних катастроф, кількість загиблих внаслідок стихійних лих зменшилася на 90 відсотків з 20-х років минулого століття, навіть якщо загальна людська популяція на Землі зросла в чотири рази, а температури піднялися на 1,3 ° С. У 20-х роках минулого століття 5,4 мільйона людей загинуло від стихійних лих, а в 2010-х - лише 400 000. 
Найбільш різке і швидке зниження смертності від екстремальних погодних явищ відбулося в Південній Азії. Там, де в 1991 році в Бангладеш в результаті тропічного циклону загинуло 135 000 людей, а в 1970 році - у 300 000, циклон Ampham такого ж розміру, який вразив Індію та Бангладеш у 2020 році, вбив лише 120 людей.   
23 липня 2020 р. Мюнхен Ре оголосив, що загальна кількість смертей в світі внаслідок стихійних лих в першій половині 2020 р. Становила 2900 рекордно низьких показників і «набагато нижча за середні показники як за останні 30 років, так і за останні 10 років.» 

### Зміни в екосистемах
Екстремальна погода негативно впливає на екосистеми через різні події, що призводять до серйозного впливу на ландшафт та людей.
У багатьох випадках лісові пожежі забезпечують ріст і позбавляють від рясних бур’янів та інших сухих рослин, що накопичуються з часом, що спричиняє початок нестримних пожеж. Хоча трапляються корисні події від пожеж, вони також впливають на екосистеми тварин, рослин і навіть людського суспільства.  Ці події призводять до того, що земля стає більш сухою, і, в свою чергу, спричиняє більше лісових пожеж, одночасно викликаючи ерозію, що призводить до небезпечного випадання на сушу. Лісові пожежі також спричиняють порушення вуглецевих циклів, що може вплинути на якість води та стан земель у цій місцевості. 